# Premio de Ensayo en Humanidades Contemporáneas
El Premio de Ensayo en Humanidades Contemporáneas fue un galardón instaurado en Chile, el año 2006, para estimular el género entre autores chilenos y extranjeros residentes en el país. Se convocó anualmente, entre 2006 y 2015; siendo evaluado por una comisión imparcial y el premio al primer lugar, además de un diploma y una cantidad de dinero, contemplaba la publicación del ensayo ganador en la Editorial Ediciones UDP.
Los ensayos eran evaluados y el premio otorgado por la Universidad Diego Portales, el Goethe-Institut de Santiago de Chile y el Suplemento Artes y Letras, del diario El Mercurio. 
La VIII convocatoria fue la última de este concurso, que se declaró desierta y sin convocarse nuevamente desde entonces.

## Ganadores
- 2006 (I Concurso): Jaime Lizama.[2]
- 2007 (II Concurso): Cristián Barría.[2]
- 2008 (III Concurso): Fabio Salas Zúñiga.[2]
- 2009 (IV Concurso): Vicente Bernaschina Schürmann.[2]
- 2010 (V Concurso): Hugo Eduardo Herrera.[2]
- 2011 (VI Concurso): Manfred Svensson.[2][3]
- 2012 (VII Concurso): Miguel Dávila.[4]
- 2013-2014: no convocado.
- 2015 (VIII Concurso):[5] desierto.[1]